# 852년

## 연호
- 당(唐) 대중(大中) 6년
- 일본(日本) 닌주(仁寿) 2년

## 기년
- 당(唐) 선종(宣宗) 6년
- 신라(新羅) 문성왕(文聖王) 14년
- 발해(渤海) 대이진(大彝震) 23년

## 사망
- 신라(新羅)의 상대등(上大等) 김안(金安)